# Эйвон (река, впадает в Бристольский залив)
Эйвон (англ. Avon) — река на юго-западе Англии, Великобритания. В низовье судоходна. Однако, в ущелье реки Эйвон проход крупных судов возможен только во время прилива. «Эйвон» по-кельтски означает река.
Исток близ Мальмсбери, река протекает по графствам Уилтшир, Сомерсет и Глостер (110 км), впадает в эстуарий Северна Бристольского залива и соединена каналом с Темзой.